# Coralie Lassource
Coralie Gladys Lassource född 1 september 1992 i Maisons-Laffitte, Frankrike, är en fransk handbollsspelare. Hon spelar som vänstersexa.
Lassource började spela handboll i tioårsåldern. Efter att Issy Paris flyttats ner och klubben förlorat spelare blev hon uppflyttad i a-laget i klubben. 2010 vann klubben andraligan och blev uppflyttade i förstaligan. Lassource etablerades sig i högsta ligan och vann 2013 franska ligacupen. 2013 spelade Issy Paris final i cupvinnarcupen men förlorade mot Hypo Niederösterreich. 2014 spelade man final i Challenge Cup men förlorade åter mot H 65 Höör. 2017-2018 anslöt hon till ungerska Érd NK. Hon spelade där i två år men återvände hösten 2019 till Frankrike och började spela för Brest Bretagne HB. Med Brest  vann hon 2021 franska ligatitetn och franska cupen. Samma år spelade hon final i Europa för tredje gången och förlorade på nytt till norska Vipers Kristiansand.

## Landslagskarriär
Lassource spelade vid  U17-EM 2009 och vid U18-VM 2010 då Frankrike slutade fyra. Karriären fortsatte 2011 vid U19 EM. Ett år senare 2012 vann hon vid U-20 VM en silvermedalj. Coralie Lassource debuterade den 8 oktober 2015 i franska A-landslaget mot Island. Hon mästerskapsdebuterade samma år vid VM i Danmark. Vid OS i Tokyo 2020 var hon lagkapten då Frankrike vann OS-guldet. Samma år 2021 vann hon en silvermedalj i VM i Spanien.Hon blev vid VM 2021 också uttagen i All Star Team.

## Utmärkelser
- Riddare av Hederslegionen,  8 september 2021[8]

[Redigera Wikidata]